# Aquitania (schip, 1914)
De RMS Aquitania was een passagiersschip van de Cunard Line. Ze was gebouwd bij John Brown and Company. Ze werd te water gelaten op 21 april 1913, haar eerste reis begon op 30 mei 1914, toen ze voor het eerst naar New York voer. De Aquitania was het derde grote luxe passagiersschip in de Cunard Line.
Het heeft tijdens de oorlogsjaren miljoenen soldaten vervoerd. Ze heeft beide oorlogen overleefd en ze is na de oorlogsjaren weer in dienst gekomen van de Cunard Line. De Aquitania werd na de Tweede Wereldoorlog een mooi schip genoemd. Ze heeft meer dan 450 reizen gemaakt. Haar laatste reis was geen prettige reis, door het slechte weer verslapte de constructie van het schip. Dit markeerde het einde voor de Aquitania, het schip werd gesloopt in Schotland, 1950.

## Ontwerp
Het schip moest een voldoende snelheid hebben om passagiers in enkele dagen naar de andere helft van de wereld te krijgen. Het schip kreeg vier schoorstenen. Er werd ook gedacht aan het interieur, niet al te veel hout werd in de Aquitania gebruikt. Het schip werd geroemd om haar schoonheid. De passagiers gaven het de bijnaam  'Ship Beautiful'.

## Eerste Wereldoorlog
In de Eerste Wereldoorlog vroeg de Britse overheid of de Aquitania ingezet kon worden als hospitaalschip. Het schip werd in 1915 in hospitaal kleuren geverfd en begon haar dienst weer in de zomer van 1915. Van 1917 tot 1918 werd Aquitania ingezet als troepenschip.

## Aquitania in 1920 tot en met 1939
In 1920 kwam de Aquitania terug in dienst van de Cunard Line. Haar eerste reis werd beloond met een feest aan boord, wat ook georganiseerd werd bij de RMS Olympic. Op 15 april 1935 liep het schip vast op een rif bij het kanaal van Schotland. Op diezelfde dag moesten 500 passagiers het schip verlaten. De redding duurde 48 uur om het schip van de rif af te krijgen zonder schade, het was een succes, Aquitania werd bevrijd op 17 april 1935.
In 1935 dreigde het schip gesloopt te worden door de fusie van de White Star Line en Cunard Line. Cunard-White Star besloot toen om de Aquitania te houden, en twee kleinere schepen in de plaats naar de sloop te sturen. Hierbij was de Aquitania nog gered van de sloop. In 1938 dreigde ze echter weer gesloopt te worden, toen de Tweede Wereldoorlog uitbrak werd ze in beslag genomen.

## Tweede Wereldoorlog
In 1939 nam de Britse overheid het schip in beslag om in te zetten als transport- en hospitaalschip. Het schip heeft in de oorlogsjaren duizenden soldaten vervoerd. In 1946 was het schip in Sydney, Australië. Het schip voer terug naar Southampton, Engeland. Als het schip aan zou komen zou ze haar zwart en witte romp terug krijgen. In 1947 tot en met 1949 voer het schip nog tussen Southampton en New York.

## De sloop
In 1949 werd de Aquitania uit de vaart gehaald. Zij was op dat moment het schip met de langste dienst ooit, 36 jaar, totdat de Queen Elizabeth 2 met dit record ervandoor ging. In 1950 was de Aquitania aangekomen in de sloop, om een einde te maken aan haar prachtige carrière. De Cunard Line had al een slecht gevoel dat de schoorstenen van de Aquitania konden omvallen vanwege de scheurtjes die ontdekt werden. De constructie van het schip zwakte meer af tot er een piano door een paar dekken viel. In de zomer van 1950 werd de Aquitania volledig gesloopt. Dit was tevens de laatste four-funnel liner die ooit gesloopt werd.